# أوسيريا
أوسيريا هي أول حديقة مائية في المغرب وتقع في مراكش، وهي من بين الأكبر في أفريقيا. تغطي مساحة 10 هكتارات وتوفر مجموعة واسعة من مناطق الجذب المائية لجميع أفراد الأسرة والعديد من المساحات الخضراء وأماكن الاسترخاء بالإضافة إلى ملعب الكرة الطائرة الشاطئية / كرة القدم. الحديقة مفتوحة على مدار السنة وتوفر مسبحًا مُدفأ بمساحة 300 متر مربع خلال فصل الشتاء.

## الفكرة
قدمت الحديقة نفسها، منذ إنشائها عام 2005 ، كنموذج رائد في عالم السياحة في مراكش والمغرب. حيث تمكنت من التكيف مع توقعات المغاربة والسياح الأجانب الباحثين عن النضارة من خلال تقديم ما ينقص بشدة في منطقة مراكش الجافة: البحر.
تحتوي الحديقة الفريدة من نوعها في المغرب على 7000 متر مكعب من المياه مقسمة إلى 5 حمامات سباحة كبيرة، ومسبح أمواج، ومناطق لعب، ومنزلقات، ومسار مائي وأنشطة أخرى. كما تجعل الحدائق الشاسعة منه مكانًا مثاليًا للاسترخاء أو التنزه وسط العديد من أشجار الزيتون.
الفكرة هي السماح للجميع بالاستمتاع بيوم مع العائلة أو الأصدقاء والتجمع حول أنشطة مختلفة، مناسبة لجميع الأعمار حيث توجد أيضًا مسارات منزلقة آمنة وأخطبوط عملاق وسفينة قرصنة للأطفال.

## الحدائق
يسمح امتداد المنتزه بوجود مجموعة كبيرة ومتنوعة من النباتات. خلال المسيرة، سيصادف الزائر مجموعة متنوعة من الزهور وأشجار النخيل وأشجار أخرى يديرها فريق من المحترفين. في الربيع أو الصيف، يمكن للمصطافين الاستمتاع بلحظة من الاسترخاء تحت ظلال هذه الأشجار.
كما تشمل الحدائق منطقتين: معظم المنتزهات هي خضراء ومورقة، بينما ترتفع الكثبان الرملية في الجنوب.

## التنمية المستدامة
عند تصميم الحديقة، كانت إحدى الأولويات هي الإدارة الذكية للمياه في هذه المنطقة القاحلة إلى حد ما.
وهكذا يتم الاحتفاظ بالمياه الموجودة في الحديقة بالكامل وتصفيتها، ثم وضعها في حوض ترسيب لفصل الجسيمات الصغيرة عن طريق الجاذبية. ثم يتم الري بالتنقيط لتجنب تبذير المياه وتقليل ظاهرة التبخر.
تستفيد أشجار الزيتون أيضًا من معاملة خاصة: يتم دفن الجرار شبه المسامية عند جذوع الأشجار لتقطير الماء عن طريق الخاصية الشعرية. يمكّن هذا النظام المعروف من تجنب الري السريع الذي قد يتسبب في إهدار للمياه التي تتبخر بسرعة كبيرة بمجرد انتشارها على سطح الأرض.
تحافظ الأنفاق النباتية على مستوى رطوبة ثابت داخل الحديقة.
أخيرًا، تخضع النفايات لفرز انتقائي يوميًا بهدف إعادة تدويرها لاحقًا.

## أماكن الترفيه

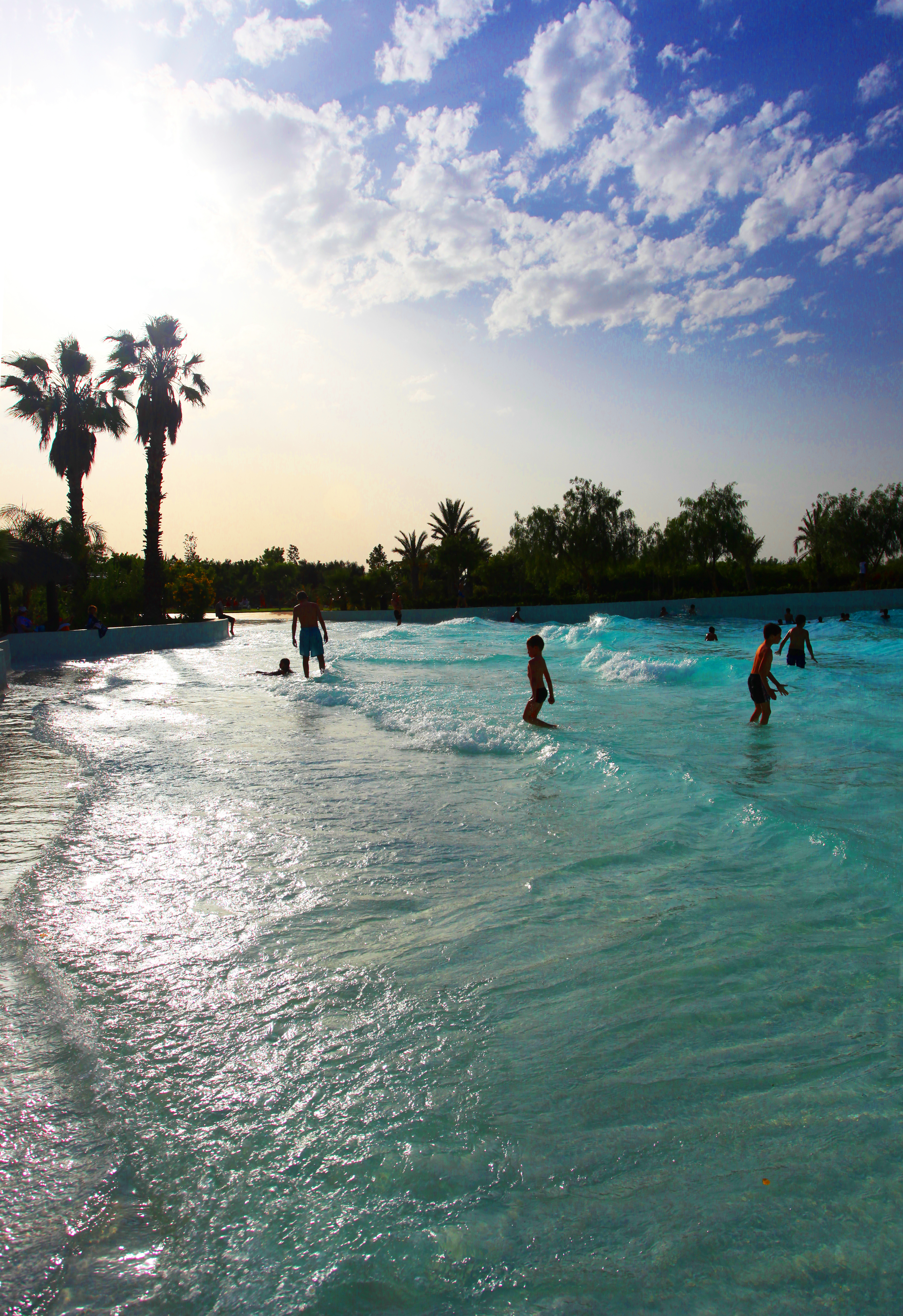
الأمواج الصناعية
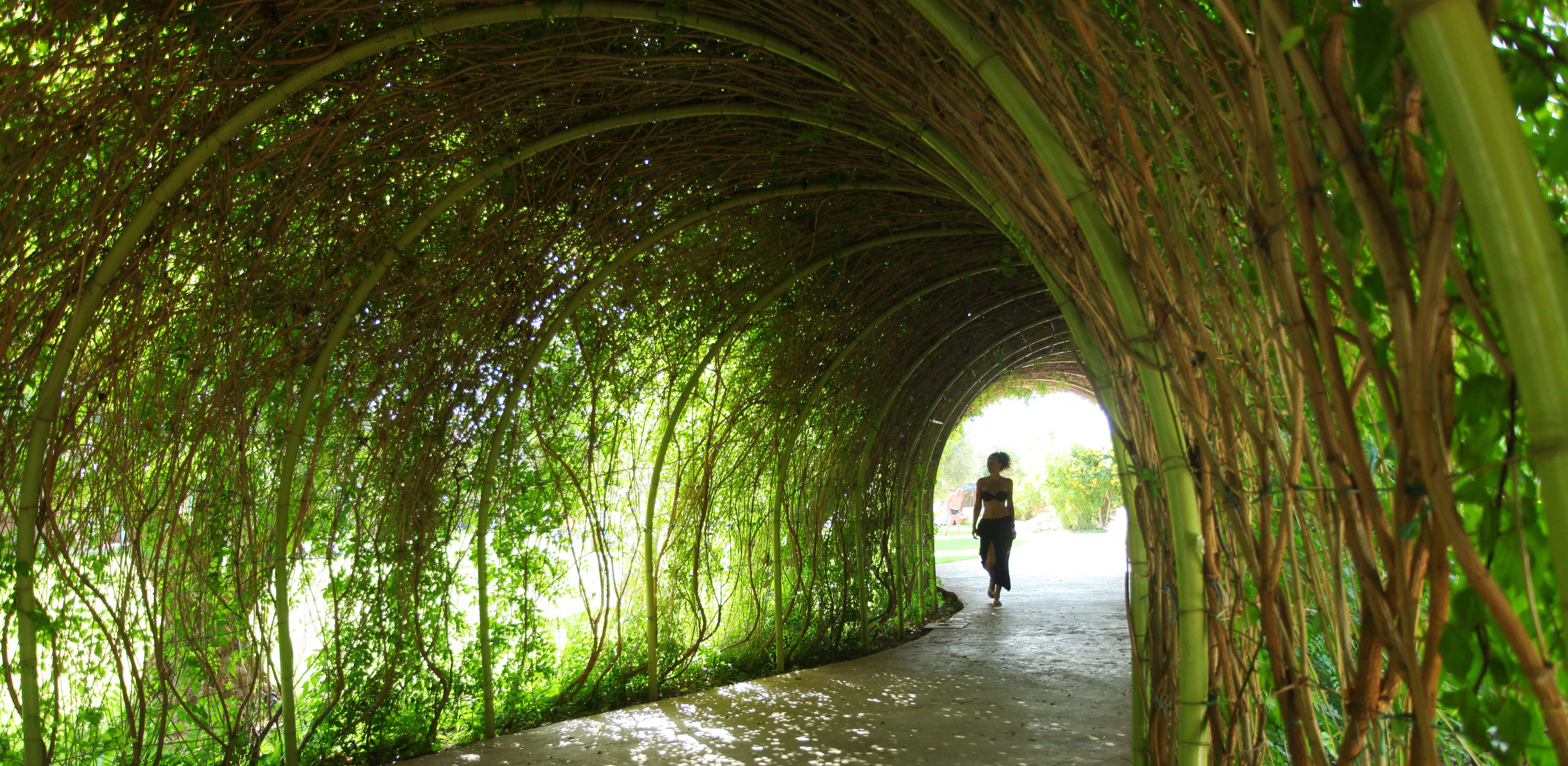
الأنفاق النباتية
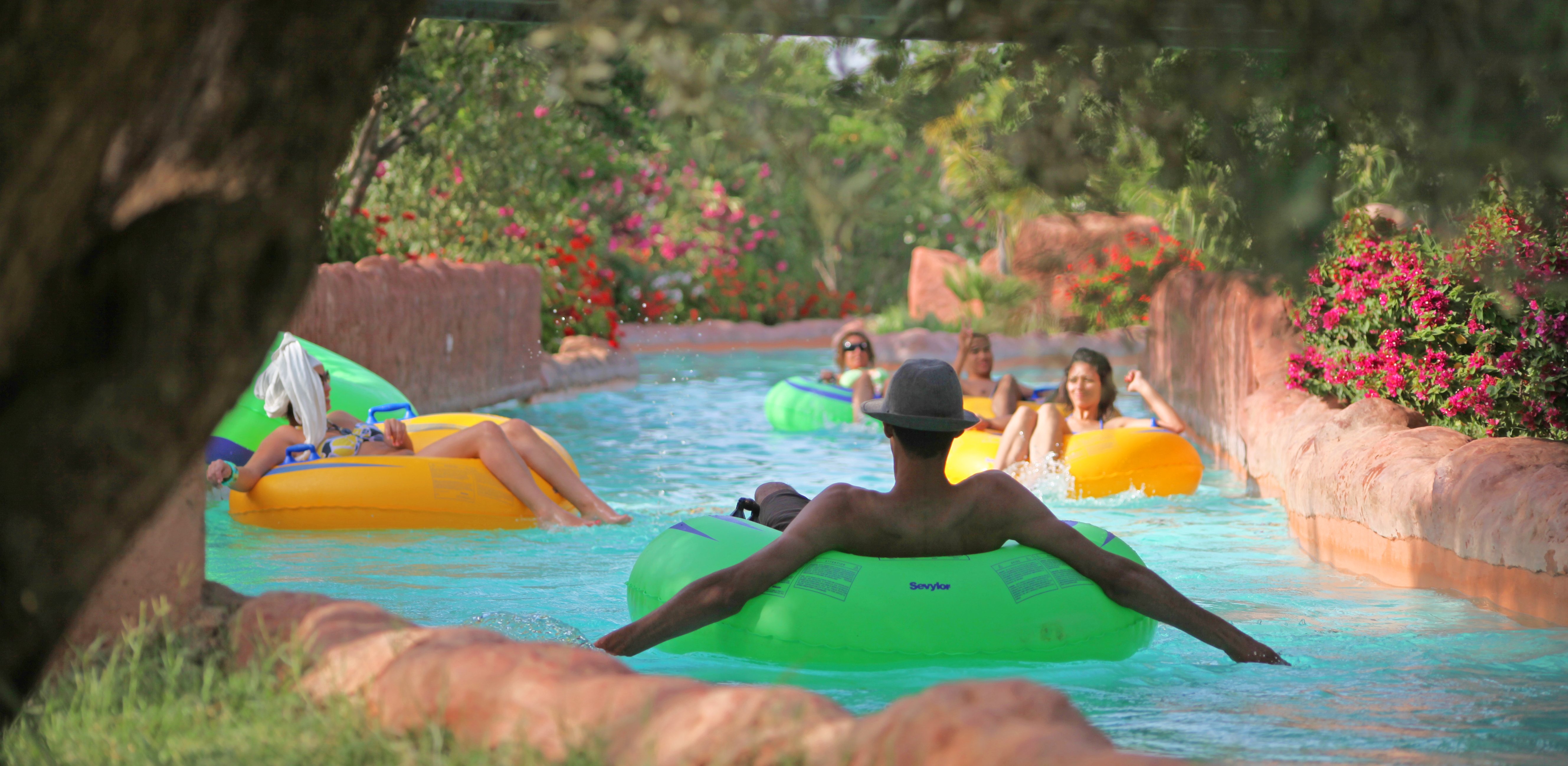
الوادي الهادئ
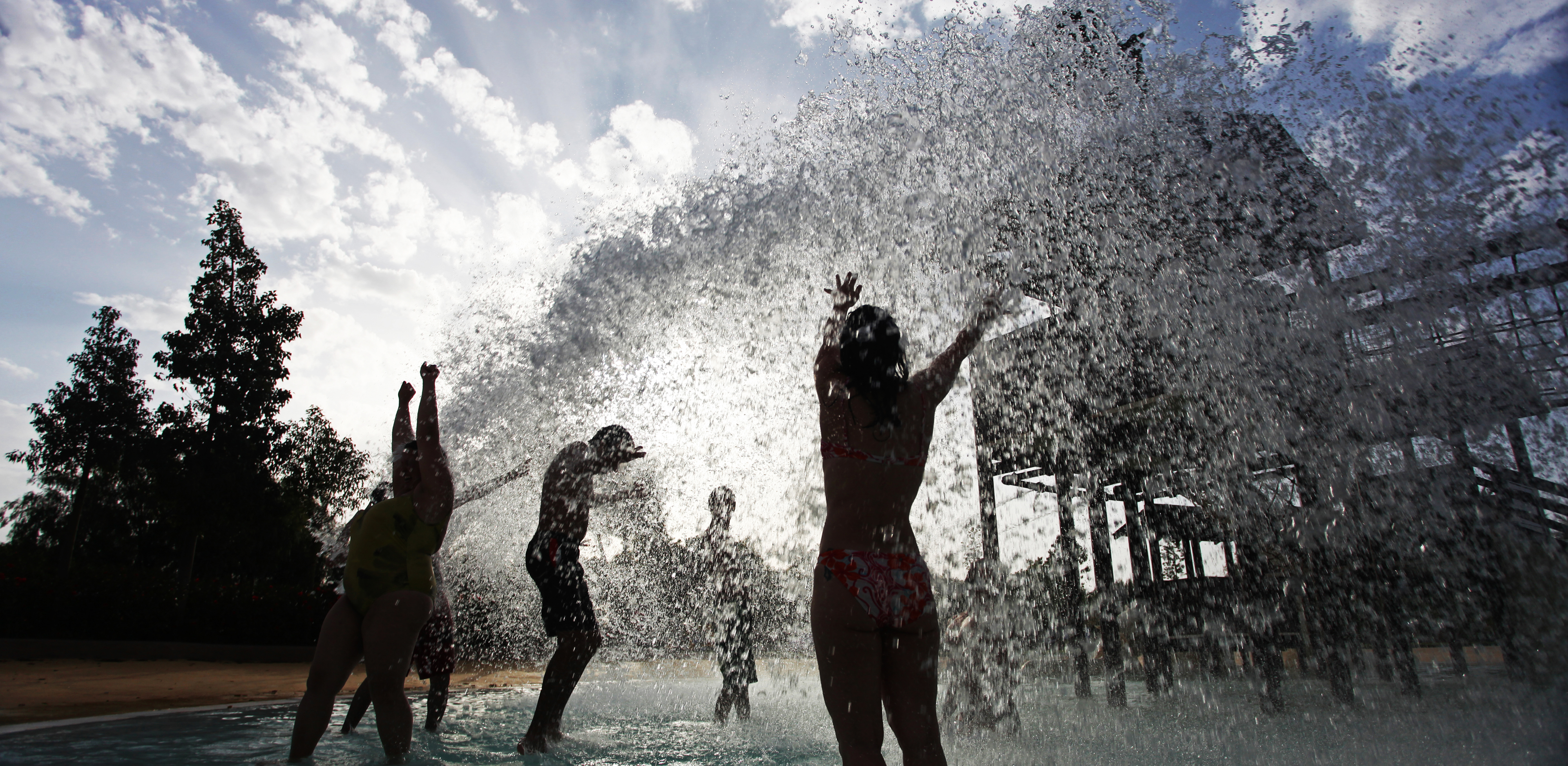
دلو الانقلاب

### الأمواج الصناعية
الأمواج الصناعية هو عامل الجذب الرئيسي في أوسيريا وكانت هي التي ألهمت شعار الحديقة «البحر في مراكش». حيث يتكون من مسبح ضخم تبلغ مساحته 2,7 كم مربع، ويتراوح عمقه من 0.10 إلى 1.80 م. والمسبح قادر على إنتاج 7 أنواع مختلفة من الأمواج.

### توبوغان
تقدم الحديقة 5 أنواع من التوبوغان:
- متعدد المسارات مع 6 مسارات منزلقة،
- الأناكوندا، البوا، الكوبرا، وهي ثلاث زلاقات متعرجة مع طرق مختلفة، وثلاثة أماكن انطلاق لتجربة ثلاثة أحاسيس مختلفة.
- الكاميكازي، منزلق مثير يبلغ ارتفاعه 17 متراً.

### الوادي الهادئ
الوادي الهادئ هو نهر فيروزي يبلغ طوله نصف كيلومتر مع الكثير من المناظر الطبيعية. يتم التنقل فوق عوامات كبيرة على عمق متر واحد.

### دلو البقشيش
يوفر أيضًا منطقة لعب للأطفال ومنزلقات ومنحدر تسلق صغير.

### بحيرة القراصنة
حمامات ضحلة بما في ذلك سفينة قرصنة وأخطبوط عملاق وثلاث منزلقات للأطفال.

## المطاعم
الحديقة بها خمسة مطاعم.

## روابط خارجية
- أوسيريا (الموقع الرسمي)